# Лина (Мисисипи)
Лина (енгл. Lena) град је у америчкој савезној држави Мисисипи.

## Демографија
По попису из 2010. године број становника је 148, што је 19 (-11,4%) становника мање него 2000. године.
| Група             | 2000.       | 2010.       |
| Белци             | 151 (90,4%) | 129 (87,2%) |
| Афроамериканци    | 15 (9,0%)   | 17 (11,5%)  |
| Азијати           | 0 (0,0%)    | 0 (0,0%)    |
| Хиспаноамериканци | 0 (0,0%)    | 0 (0,0%)    |
| Укупно            | 167         | 148         |